# 北京市政交通カード
北京市政交通カード（ペキンしせいこうつうカード、中国語: 北京市政交通一卡通、英語: Beijing Municipal Administration and Communications Card）は、北京市の公共交通機関などにおいて利用できる非接触式ICカードである。2003年12月31日に導入した。

## 利用方法
バス、北京地下鉄、北京市郊外鉄道、利用可能な事を示す標識のあるタクシー、北京公共交通控股有限公司、北京八方达客运有限公司、北京祥龙公交客运有限公司において利用可能である。バスや地下鉄を利用した際には、割引運賃が適用される。
また、2008年8月7日より、天津市の公共交通ICカードであるシティカード（城市卡）とシステム統合され、天津市でも利用できるようになった。ただし、チャージ金額の管理が別となっており、北京でチャージした金額は天津では利用することができず、別途チャージする必要がある。

## 北京市政交通カードの形式
北京市政交通カードには下記の4つの形式がある。
- 標準カード
- 学生カード
- 短期カード
- 特殊カード（記念カード等）